# آئوه‌اشتادیون
ورزشگاه آئواشتادیوناین یک ورزشگاه چندمنظوره در شهر کاسل، آلماناست. این که ورزشگاه که بیشتر برای مسابقات فوتبال استفاده می‌شود قادر است بیش از ۱۸۰۰۰ نفر را در خود جای دهد. آئواشتادیوناین در ۲۳ اوت ۱۹۵۳ افتتاح و بین سال‌های ۱۹۸۳–۱۹۹۳ و بین ۲۰۰۶–۲۰۰۸ بازسازی شده است.